# Circolazione coronarica
La circolazione coronarica è formata dai vasi sanguigni che portano il sangue al muscolo cardiaco. Anche se durante il ciclo cardiaco le quattro camere del cuore si riempiono e si svuotano di sangue, il tessuto muscolare del cuore (miocardio) è talmente spesso che è necessaria una rete vascolare che lo perfora penetrando in profondità.
I vasi che portano al miocardio sangue ricco di ossigeno si chiamano "arterie coronarie"; i vasi che rimuovono il sangue deossigenato dal muscolo cardiaco si chiamano "vene cardiache".
Le arterie coronarie che passano sulla superficie del cuore si chiamano "arterie coronarie epicardiali". Queste arterie, in condizioni fisiologiche, possiedono un meccanismo di autoregolazione che mantiene un livello di flusso di sangue appropriato per il fabbisogno del miocardio. Questi vasi hanno un diametro relativamente piccolo quindi, se sono affette da aterosclerosi, rischiano di venire occluse: le conseguenze possono essere angina pectoris o infarto miocardico.

## Anatomia
La precisa anatomia del circolo coronarico varia notevolmente da persona a persona.
In generale si individuano due vasi arteriosi principali:
- Arteria coronaria destra;
- Arteria coronaria sinistra.

Entrambe hanno origine nel primo tratto dell'aorta, appena sopra la valvola aortica. Più precisamente l'arteria coronaria sinistra si origina dal "seno aortico sinistro", mentre l'arteria coronaria destra dal "seno aortico destro".

### Arteria coronaria sinistra

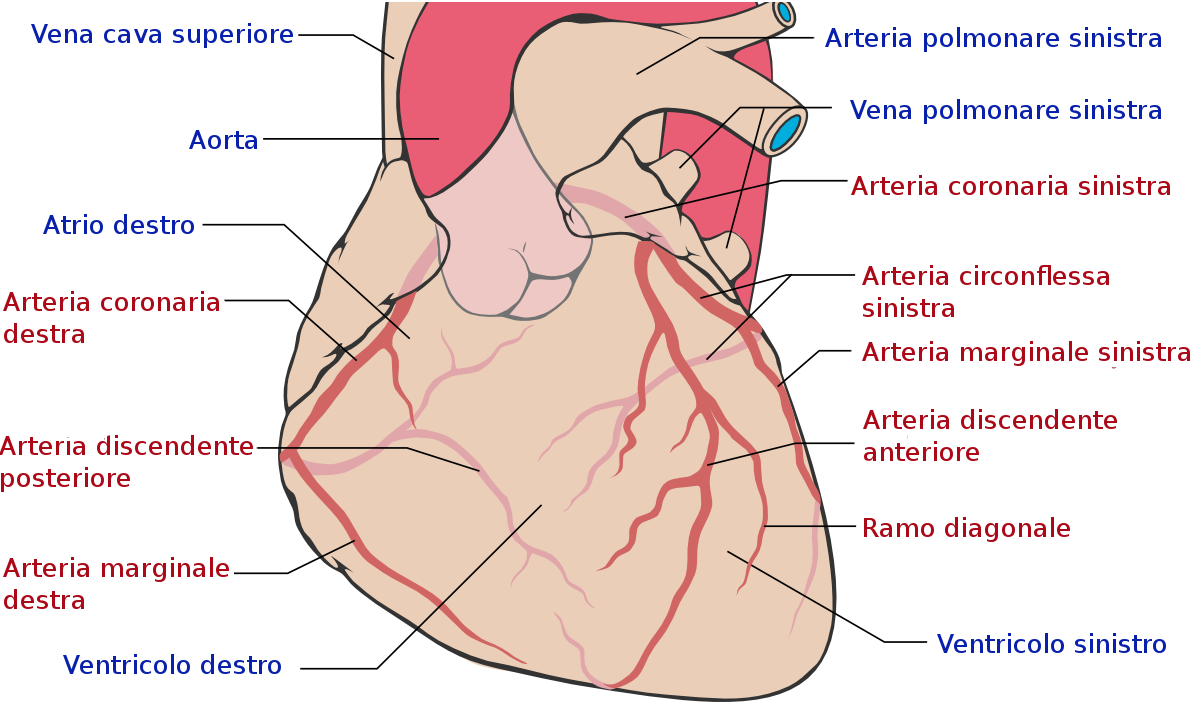
Arterie coronariche

L'arteria coronaria sinistra, circa un centimetro dopo il seno coronarico sinistro, raggiunge il solco coronarico e si divide in arteria interventricolare anteriore, detta anche arteria discendente anteriore, e arteria circonflessa.
La coronarica sinistra va a irrorare:
- atrio sinistro;
- ventricolo sinistro (la maggior parte e il margine ottuso);
- parte del ventricolo destro;
- parte anteriore del setto; dopo la sua origine dal seno aortico sinistro, decorre in basso coperta dal tronco polmonare, dopo l'interventricolare.

### Arteria coronaria destra
L'arteria coronaria destra origina dal seno aortico destro e va in basso davanti al solco atrioventricolare, circonda il margine acuto e termina alla crux cordis. I suoi rami collaterali sono:
- arteria infundibolare;
- rami atriali;
- rami ventricolari;
- rami atrioventricolari;
- arteria del nodo atrioventricolare;
- arteria interventricolare posteriore.

La coronarica destra va a irrorare:
- atrio destro;
- ventricolo destro (maggior parte e margine acuto);
- parte più posteriore del ventricolo sinistro;
- parte posteriore del setto interventricolare.

## Variabilità
Il 4% della popolazione ha una terza arteria coronaria: l'"arteria coronaria posteriore". In rari casi c'è un'arteria coronaria che scorre attorno alla radice dell'aorta.
In certe persone un'arteria coronaria esiste come struttura doppia (dove normalmente c'è una sola arteria, ce ne sono due parallele).

## Flusso coronarico
Durante la sistole, i vasi coronarici subendocardiali (quelli che entrano in profondità nel miocardio) sono compressi a causa delle alte pressioni intraventricolari. Invece i vasi coronarici epicardiali (che scorrono sulla superficie del cuore) non sono soggetti a queste pressioni. A causa di ciò il flusso subendocardiale si ferma, quindi si capisce che la maggior parte della perfusione del muscolo cardiaco avviene durante la diastole, in cui il cuore è rilassato, per cui, in caso di diminuita durata diastolica, il tessuto subendocardico può andare incontro a ischemia.